# Gadilida
Gadilida es uno de los dos órdenes de moluscos escafópodos. Estos son comúnmente conocidos por sus conchas de tipo colmillo de elefante. El orden Gadilida contiene un número menor de escafopodos en comparación con el orden hermano, Dentaliida, y se distingue del otro orden por: 
- la forma de su concha, en Gadilida tiene una abertura en la parte anterior ligeramente más pequeña que la el punto más ancho de la concha, mientras en Dentaliida se estrecha uniformemente de anterior a posterior
- la forma del pie, en Gadilida tiene forma de estrella, y en Dentaliida forma de bote con un canal central;
- la disposición de algunos de sus órganos internos;

- las especies dentro de Gadilida suelen ser mucho más pequeñas que las de Dentaliida.

## Familias
Las familias dentro del orden Gadilida son:
- Entalinidae Chistikov, 1979
- Gadilidae Stoliczka, 1868
- Pulsellidae Scarabino en Boss, 1982
- Wemersoniellidae Scarabino, 1986
- Sin asignación:
  - Boissevainia V. Scarabino & F. Scarabino, 2010
  - Compressidens Pilsbry & Sharp, 1897
  - Megaentalina Habe, 1963